# Opěrná zeď

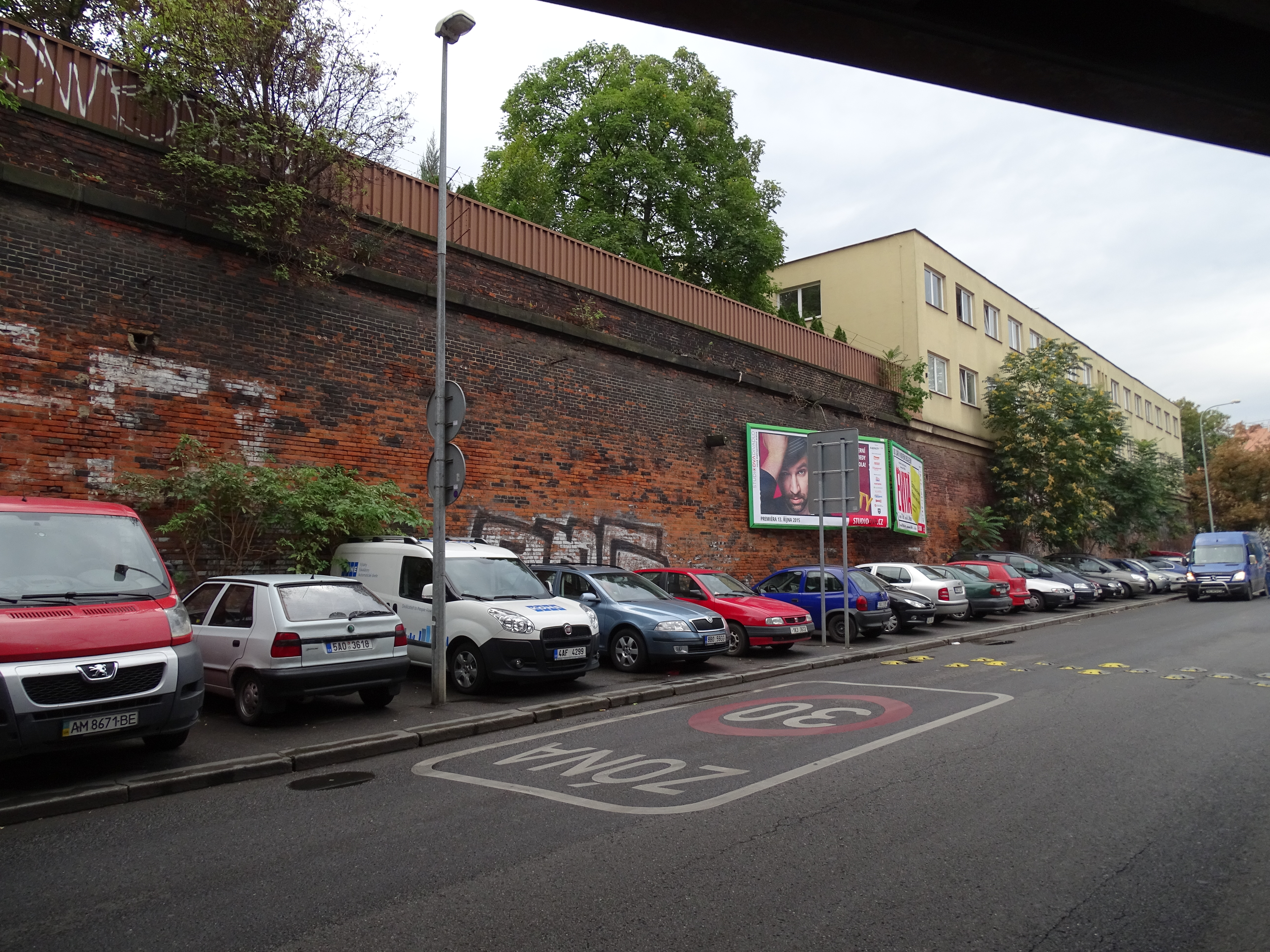
Památkově chráněná opěrná zeď železničního násypu státní dráhy v Praze na hranici Karlína a Žižkova u Pernerovy ulice

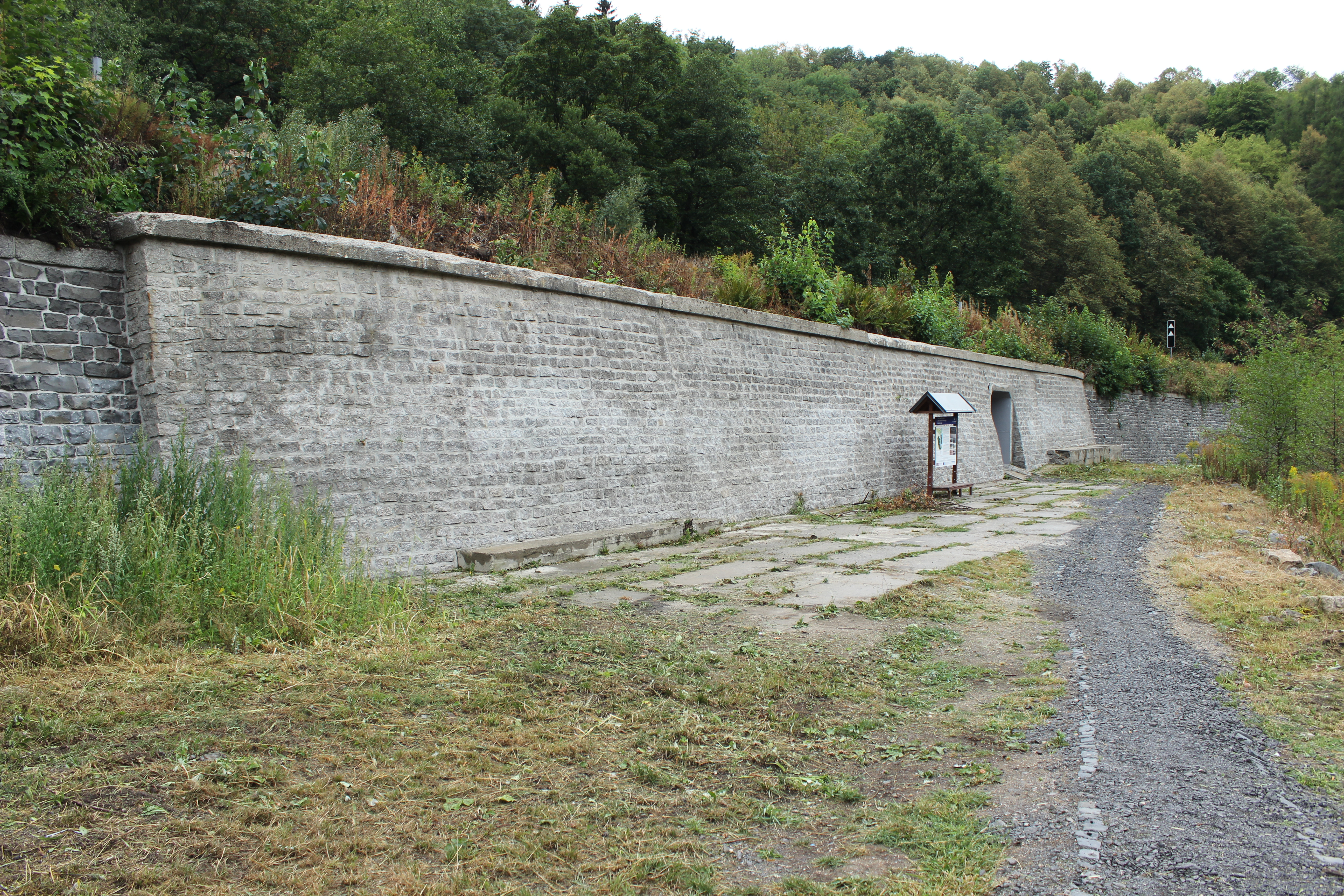
Opěrná zeď železniční trati pod frýdlantským zámkem

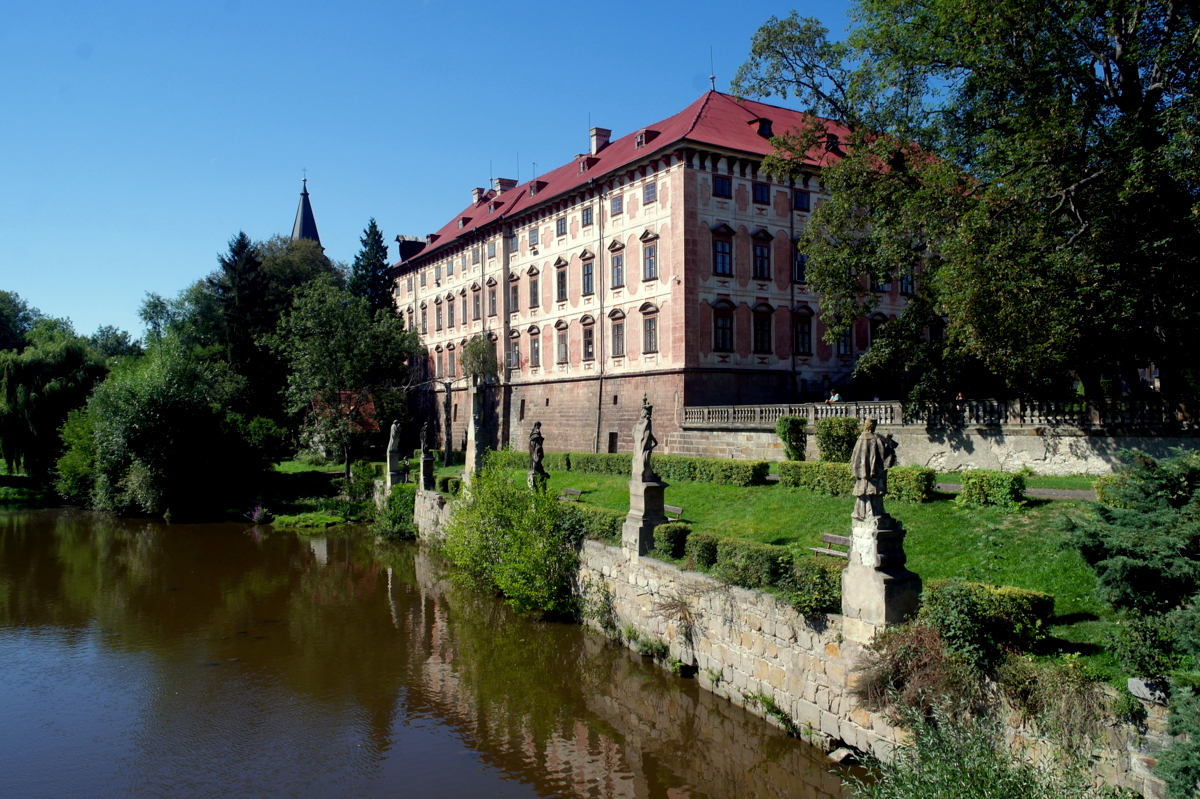
Soustava opěrných zdí nábřeží a terasy u libochovického zámku

Opěrná zeď je zeď, která tvoří postranní omezení násypu a nahrazuje násypový svah. Uplatnění může najít například na dopravních komunikacích (silnicích, železnicích) vedených po násypu nebo v částečném zářezu (odřezu), ale také u staveb vodohospodářských, obranných a všude tam, kde vzniká potřeba vytvářet ploché terasy ve svažitém či nerovném terénu.
Tyto zdi mohou být vytvářeny různými technologiemi a z různých materiálů, například jsou kamenné, cihelné, betonové či železobetonové. Zpravidla vyžadují posouzení statickým výpočtem. Ve vztahu k níže položené komunikaci či ploše nebo ke korytu vodního toku může opěrná zeď plnit zároveň funkci zdi zárubní.